# Patrick Berg
Patrick Berg, né le 24 novembre 1997 à Bodø en Norvège, est un footballeur international norvégien qui évolue au poste de milieu de terrain au FK Bodø/Glimt.

## Biographie

### En club

#### FK Bodø/Glimt
Né à Bodø en Norvège, Patrick Berg est un pur produit du centre de formation du FK Bodø/Glimt. Il fait sa première apparition en professionnel à seulement seize ans le 24 avril 2014, lors d'un match de coupe de Norvège face au modeste club du Tverlandet G-98. Il entre en jeu lors de cette rencontre remportée largement par son équipe, sur le score de cinq buts à zéro.
Patrick Berg est promu capitaine de l'équipe première lors de la saison 2020.
Cette saison-là il participe au sacre historique de son équipe, le FK Bodø/Glimt remportant le championnat de Norvège pour la première fois de son histoire.
Il est sacré Champion de Norvège une deuxième fois en 2021.

#### Un passage rapide au RC Lens
Le 20 décembre 2021, Patrick Berg s'engage officiellement avec le RC Lens. Il signe un contrat courant jusqu'en juin 2026 et la somme versée au FK Bodø/Glimt pour le transfert est estimée à 4,5 millions d'euros. Le transfert est effectif au 1er janvier 2022.
Il fait ses débuts sous le maillot lensois le 4 janvier 2022 lors du derby face au LOSC en Coupe de France en remplaçant Kevin Danso à la 75e minute de jeu (2-2, victoire de Lens aux tirs au but). Il sera d'ailleurs tout proche de délivrer une passe décisive à son coéquipier Ibrahima Baldé à la 90e minute de jeu.
Il est titularisé pour la première fois le 5 février 2022 face au FC Lorient à la suite de la suspension de Cheick Doucouré (défaite 2-0), avant de continuer à enchaîner les bouts de match. Le 16 avril 2022, il est titulaire face au LOSC (victoire 1-2) et délivre une prestation très convaincante. Il terminera la saison en ayant principalement enchaîné les bouts de match avec l'équipe lensoise, synonyme de demi-saison d'acclimatation, Franck Haise ayant pour habitude de prendre énormément de temps avec les joueurs n'ayant jamais connu la Ligue 1.
Néanmoins les choses ne se passent pas comme prévu pour Patrick Berg, alors pressenti pour prendre la succession de Cheick Doucouré, fraîchement transféré à Crystal Palace à l'été 2022, l'arrivée du ghanéen Salis Abdul Samed, fraîchement recruté en provenance de Clermont pour renforcer le milieu de terrain, obscurcit un peu plus son avenir en sang et or. Berg débute donc la saison 2022-2023 sur le banc en continuant les entrées en jeu, mais de manière de plus en plus tardives.

#### Retour au FK Bodø/Glimt
Le 29 août 2022, après seulement six mois en France, Patrick Berg décide de retourner en Norvège, dans son club formateur du FK Bodø/Glimt,.
Le 3 septembre 2023, Berg se fait remarquer en marquant deux buts contre le Hamarkameratene, en championnat. Malgré ses deux buts les deux équipes ne parviennent pas à se départager (4-4 score final).

### En équipe nationale
Patrick Berg est un habitué des sélections de jeunes de Norvège, il compte notamment sept sélections avec les moins de 18 ans et six aves les moins de 19 ans.
Patrick Berg est appelé pour la première fois avec l'équipe nationale de Norvège en août 2020 pour des matchs de Ligue des nations face à l'Autriche et l'Irlande du Nord mais il reste sur le banc sans entrer en jeu lors de ces deux matchs. Il est à nouveau convoqué en novembre 2020 mais, testé positif au COVID-19 sans présenter de symptômes, il est mis en quarantaine et ne peut finalement pas honorer sa première sélection lors de ce rassemblement.

## Vie personnelle
Patrick Berg est issu d'une famille de footballeurs. En effet, son père est l'ancien international norvégien Ørjan Berg, son grand-père Harald Berg a lui aussi été international norvégien et fait partie des joueurs qui ont marqué l'histoire du FK Bodø/Glimt. Enfin, son oncle Runar Berg a lui aussi été footballeur et a représenté la Norvège et le FK Bodø/Glimt,.

## Palmarès
FK Bodø/Glimt
- Championnat de Norvège
  - Champion en 2020, 2021 ,2023 et 2024

 RC Lens
- Championnat de France
  - Vice-champion en 2023

## Statistiques
| Saison                | Club                  | Championnat           | Championnat | Championnat | Championnat | Coupe(s) nationale(s) | Coupe(s) nationale(s) | Coupe(s) nationale(s) | Compétition(s) continentale(s) | Compétition(s) continentale(s) | Compétition(s) continentale(s) | Compétition(s) continentale(s) | Total | Total | Total |
| Saison                | Club                  | Division              | M.          | B.          | P.d.        | M.                    | B.                    | P.d.                  | Comp.                          | M.                             | B.                             | P.d.                           | M.    | B.    | P.d.  |
| 2014                  | FK Bodø/Glimt         | Tippeligaen           | 1           | 0           | 0           | 1                     | 0                     | 0                     | -                              | -                              | -                              | -                              | 2     | 0     | 0     |
| 2015                  | FK Bodø/Glimt         | Tippeligaen           | 4           | 0           | 0           | 1                     | 0                     | 0                     | -                              | -                              | -                              | -                              | 5     | 0     | 0     |
| 2016                  | FK Bodø/Glimt         | Tippeligaen           | 17          | 1           | 2           | 4                     | 1                     | 0                     | -                              | -                              | -                              | -                              | 21    | 2     | 2     |
| 2017                  | FK Bodø/Glimt         | OBOS-ligaen           | 17          | 0           | 3           | 2                     | 0                     | 1                     | -                              | -                              | -                              | -                              | 19    | 0     | 4     |
| 2018                  | FK Bodø/Glimt         | Eliteserien           | 19          | 0           | 0           | 5                     | 2                     | 1                     | -                              | -                              | -                              | -                              | 24    | 2     | 1     |
| 2019                  | FK Bodø/Glimt         | Eliteserien           | 24          | 0           | 0           | 1                     | 0                     | 0                     | -                              | -                              | -                              | -                              | 25    | 0     | 0     |
| 2020                  | FK Bodø/Glimt         | Eliteserien           | 28          | 4           | 0           | -                     | -                     | -                     | C3                             | 3                              | 1                              | 1                              | 31    | 5     | 1     |
| 2021                  | FK Bodø/Glimt         | Eliteserien           | 26          | 3           | 5           | 2                     | 1                     | 1                     | C1+C4                          | 2+11                           | 0+4                            | 0+3                            | 41    | 8     | 9     |
| Sous-total            | Sous-total            | Sous-total            | 136         | 8           | 10          | 16                    | 4                     | 3                     | -                              | 16                             | 5                              | 4                              | 168   | 17    | 17    |
| 2021-2022             | RC Lens               | Ligue 1               | 14          | 0           | 0           | 2                     | 0                     | 0                     | -                              | -                              | -                              | -                              | 16    | 0     | 0     |
| 2022-2023             | RC Lens               | Ligue 1               | 3           | 0           | 0           | -                     | -                     | -                     | -                              | -                              | -                              | -                              | 3     | 0     | 0     |
| Sous-total            | Sous-total            | Sous-total            | 17          | 0           | 0           | 2                     | 0                     | 0                     | -                              | -                              | -                              | -                              | 19    | 0     | 0     |
| 2022                  | FK Bodø/Glimt         | Eliteserien           | 10          | 1           | 1           | 3                     | 0                     | 0                     | C3+C4                          | 5+2                            | 0+0                            | 2+0                            | 20    | 1     | 3     |
| 2023                  | FK Bodø/Glimt         | Eliteserien           | 30          | 3           | 6           | 5                     | 2                     | 1                     | C4                             | 13                             | 3                              | 2                              | 48    | 8     | 9     |
| Sous-total            | Sous-total            | Sous-total            | 40          | 4           | 7           | 8                     | 2                     | 1                     | -                              | 20                             | 3                              | 4                              | 68    | 9     | 12    |
| Total sur la carrière | Total sur la carrière | Total sur la carrière | 183         | 12          | 17          | 26                    | 6                     | 4                     | -                              | 36                             | 8                              | 8                              | 245   | 26    | 29    |